# Casper Tengstedt
Casper Tengstedt (født 1. juni 2000) er en dansk professionel fodboldspiller, som spiller for hollandske Feyenoord.

## Klubkarriere

### Tidlige karriere
Tengstedt kom først igennem ungdomsholdene hos Søndermarken IK og Viborg FF, før han i 2015 skiftede til FC Midtjylland. Han blev i september 2019 udlejet til 1. FC Nürnbergs reservehold.
Tengstedt skiftede i august 2020 til AC Horsens på en lejeaftale. I juni 2021 skiftede han til klubben på en permanent aftale, trods nedrykning til 1. Divisionen.

### Rosenborg
Tengstedt skiftede i august 2022 til norske Rosenborg. Han kom fantastisk fra start hos klubben, da han scorede 15 mål og lavede 9 assist i sine første 14 kampe for klubben. På trods af han kun havde spillet for klubben i den sidste halvdel af året, blev han stadig kåret som årets spiller for 2022.

### Benfica
Tengstedt skiftede i januar 2023 til portugisiske Benfica. Han scorede sit første mål for klubben den 19. august 2023 imod Estrela da Amadora.

#### Leje til Hellas Verona
Tengstedt skiftede i august 2024 til italienske Hellas Verona på en lejeaftale som inkluderer en købsoption.

## Landsholdskarriere
Tengstedt har repræsenteret Danmark på flere ungdomsniveauer.

## Privat
Casper Tengstedt er søn af den tidligere professionelle fodboldspiller Thomas Tengstedt.

## Titler
Individuelle
- Rosenborg BK Årets spiller: 1 (2022)